# Luis Miguel Gail
Luis Miguel Gail Martín (Valladolid, 23 febbraio 1961) è un allenatore di calcio ed ex calciatore spagnolo, di ruolo difensore o centrocampista.

## Carriera

### Giocatore

#### Club
Esordì a 16 anni con il Real Valladolid nella Segunda División spagnola in un incontro disputatosi il 6 novembre 1977 contro il Real Saragozza. Diventò così il più giovane esordiente nella storia del Real Valladolid.
Nel 1980 il Real Valladolid ottenne la promozione nella Liga spagnola in virtù del secondo posto in campionato, raggiunto sotto la guida di Eusebio Ríos. Gail contribuì con 12 reti stagionali. Giocò quindi sei stagioni nella Primera División. Nel 1984 vinse la Copa de la Liga, battendo in finale l'Atlético Madrid. Si tratta del primo titolo della storia del club.
Nel 1986 si trasferì al Real Betis. Esordì il 7 settembre 1986 in campionato nel Derby di Siviglia giocando da titolare. Nel 1989 il Betis scese in Segunda División, ma ritornò prontamente in massima serie dopo una sola stagione. Gail si ritirò al termine della stagione 1990-1991, che vide il Real Betis all'ultimo posto nella Liga.

#### Nazionale
Nel 1979 fu convocato da Chus Pereda nelle selezioni giovanili spagnole Under-19 e Under-20. Disputò il Campionato mondiale di calcio Under-20 1979 in Giappone.

### Allenatore
Nel 1999 iniziò la carriera da allenatore nella Segunda División B spagnola sulla panchina del CE Sabadell. Fu esonerato dopo quattro giornate (tre vittorie e una sconfitta).
Nel 2000 allenò lo Xerez Club Deportivo sempre in Segunda B. Fu sostituito da Manuel Ruiz Pérez dopo 22 partite.
Nel 2001 iniziò la stagione sulla panchina dello Zamora Club de Fútbol, in Segunda División B. Dopo 7 partite fu sostituito da Antonio Calvo Coria.

## Palmarès

### Giocatore
- Copa de la Liga: 1

Real Valladolid: Copa de la Liga 1984